# Cadeira de balanço

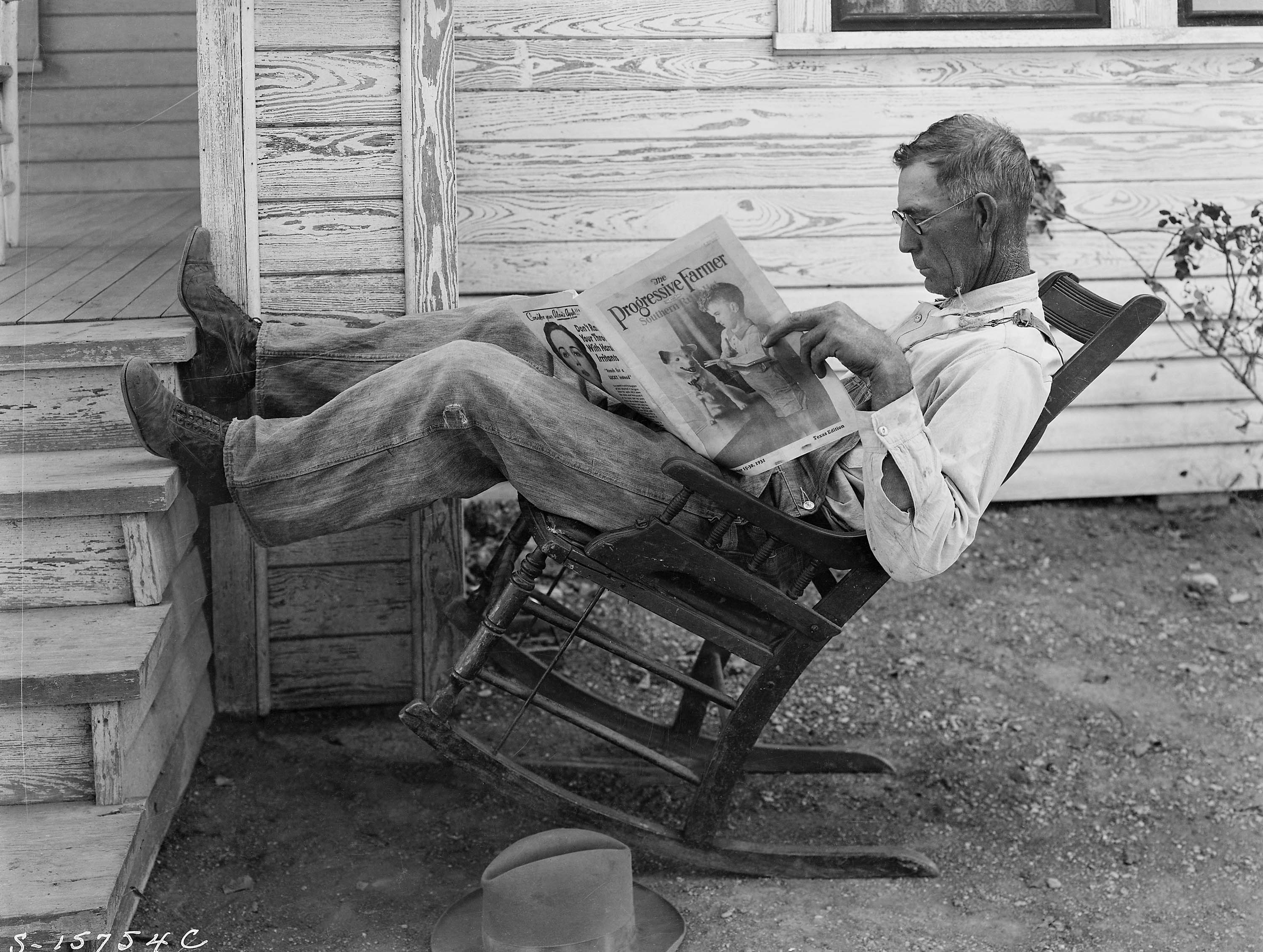
Cadeira de baloiço

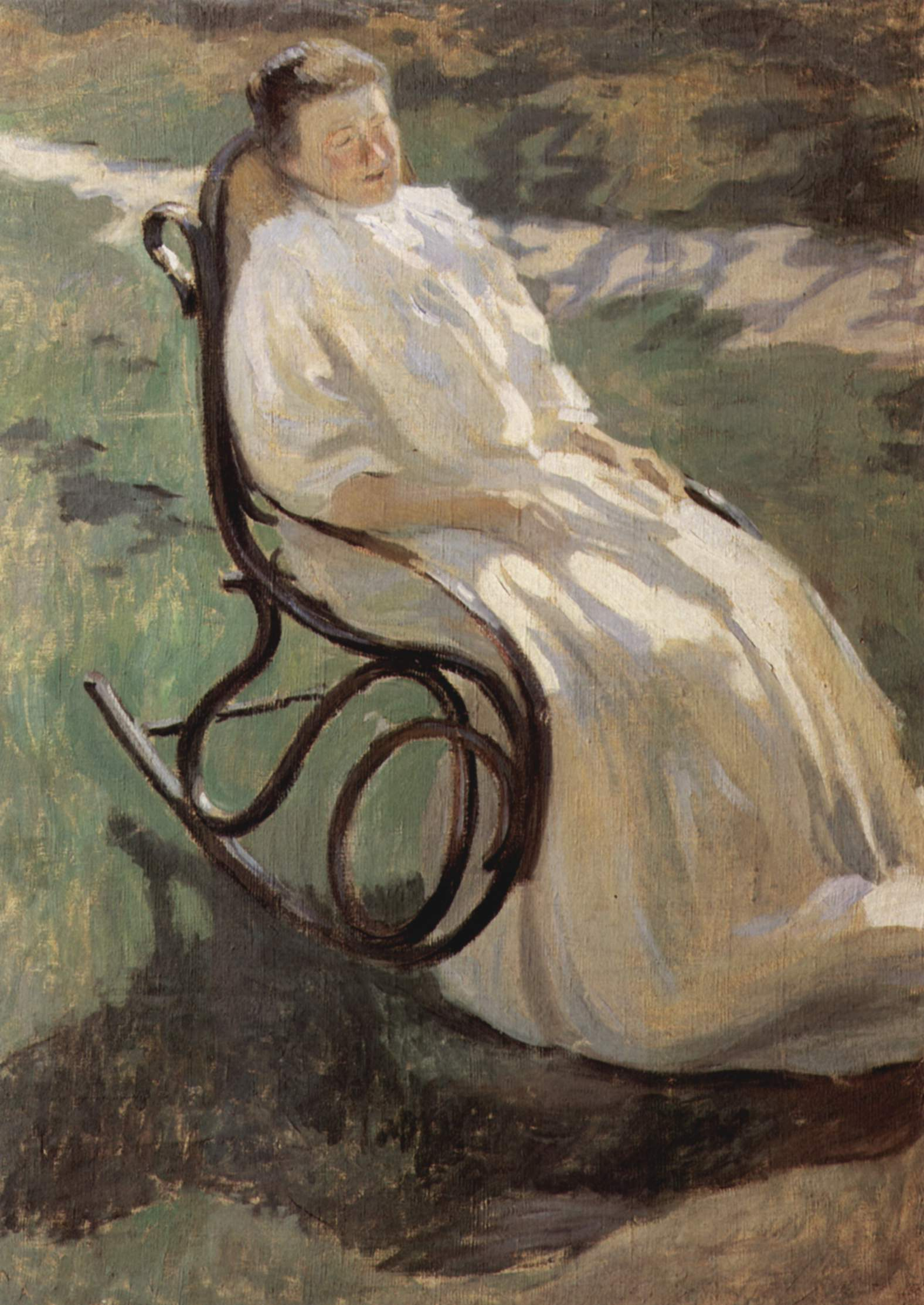
Mulher em cadeira de baloiço, obra de Victor Borissov-Mussatov, 1897, Galeria Tretiakov.

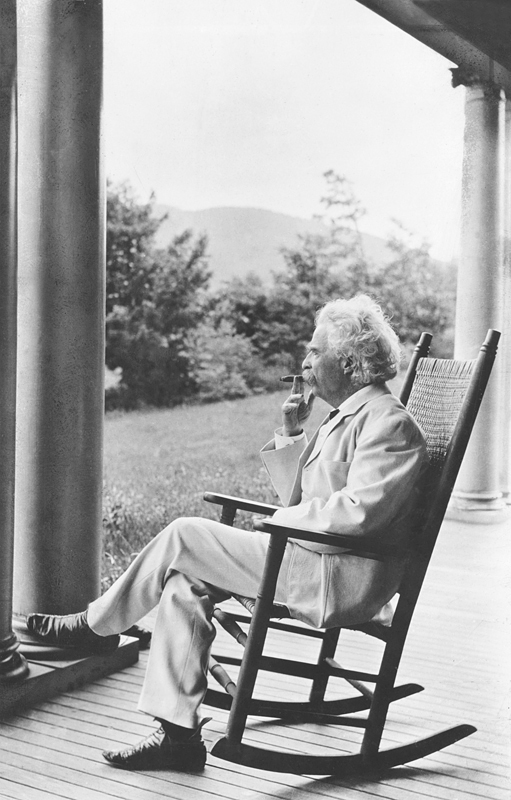
Mark Twain, descansando numa cadeira de baloiço em New Hampshire, 1905.

Uma cadeira de balanço ou cadeira de baloiço é um tipo de cadeira que possui os pés anteriores e posteriores estão interligados dois a dois, possibilitando a oscilação da cadeira. A ligação entre os pares de pés deste móvel é feita normalmente por duas bandas laterais encurvadas, que permitem a quem na cadeira se sente baloiçar para a frente e para trás. De certo modo, a cadeira não está em contacto com o solo senão num ponto em cada lado.
Por ser considerada por muitas pessoas como relaxante, é usada muitas vezes por pessoas idosas ou outras que não conseguem dormir. O centro de gravidade da pessoa sentada fica alinhado com os pontos de contacto com o solo, permitindo limitar os esforços musculares.
A sua origem mais provável será na Inglaterra do século XVIII (por volta de 1725). A partir do século XIX, a cadeira de baloiço começou a ser fabricada pelas empresas de mobiliário, sobretudo o oficina de Duncan Phyfe, pioneiro em móveis de estilo Império em Nova Iorque.

## Outros tipos de cadeira
- Cadeira
- Cadeira de rodas